# Titularbistum Caesaropolis
Caesaropolis (ital.: Cesaropoli) ist ein Titularbistum der römisch-katholischen Kirche. 
Das Bistum der nicht genau lokalisierten antiken Stadt Caesaropolis in der römischen Provinz Macedonia war ein Suffraganbistum der Kirchenprovinz Philippi in Griechenland.
| Titularbischöfe von Caesaropolis |                                | |                    |                    |
| Nr.                              | Name                           | Amt | von                | bis                |
| 1                                | Franciscus Picquet             | | 31. Juli 1675      | 26. April 1683     |
| 2                                | Stanisław Biedliński           | Weihbischof in Luceoria o Łuck (Polen-Litauen)                                                                                             | 27. September 1683 | 1689               |
| 3                                | Franciszek Komornicki          | Weihbischof in Luceoria o Łuck (Polen-Litauen)                                                                                             | 28. Februar 1774   | 10. Mai 1780       |
| 4                                | Ludwik Stanisław Górski        | Weihbischof in Włocławek (Kujawy, Kalisze) (Polen)                                                                                         | 17. September 1781 | 25. September 1799 |
| 5                                | Giuseppe Pecci                 | Apostolischer Administrator von Gubbio (Italien)                                                                                           | 22. November 1839  | 1. März 1841       |
| 6                                | Zsigmond Deáky                 | Weihbischof in Raab (Ungarn) | 12. Juli 1841      | 29. Dezember 1872  |
| 7                                | John Cuthbert Hedley OSB       | Weihbischof in Newport und Menevia (Großbritannien)                                                                                        | 22. Juli 1873      | 18. Februar 1881   |
| 8                                | Peter Paul Stumpf              | Koadjutorbischof, Apostolischer Administrator von Straßburg (Frankreich)                                                                   | 13. Mai 1881       | 17. November 1887  |
| 9                                | Felix-Nicolas-Joseph Midon MEP | Apostolischer Vikar von Zentral-Japan | 23. März 1888      | 15. Juni 1891      |
| 10                               | Stefano Porro                  | | 17. Dezember 1891  |                    |
| 11                               | Ivan Evanđelist Šarić          | Weihbischof in Vrhbosna (Sarajevo) (Bosnien-Herzegowina)                                                                                   | 8. April 1908      | 2. Mai 1922        |
| 12                               | Hermann Joseph Sträter         | Weihbischof in Köln, Weihbischof in Aachen Apostolischer Administrator des Bistums Aachen (Deutschland)                                    | 19. Juni 1922      | 16. März 1943      |
| 13                               | Markus Glaser                  | Apostolischer Visitator für Transnistrien, Südrussland, die Krim und den Kaukasus/ Apostolischer Administrator des Bistums Iași (Rumänien) | 10. Juni 1943      | 25. Mai 1950       |
| 14                               | Alexandru Todea                | Weihbischof in Făgăraș und Alba Iulia (Rumänien)                                                                                           | 4. Juli 1950       | 14. März 1990      |